# HD 40307 e
HD 40307 e é um planeta extrassolar que orbita a estrela HD 40307, localizada na constelação de Pictor a uma distância de 42 anos-luz (13 parsecs) da Terra. Foi descoberto pelo método da velocidade radial, através de uma reanálise da dados do espectrógrafo HARPS, localizado no Observatório La Silla, Chile. Esse método consiste em detectar pequenas variações na velocidade radial de uma estrela causadas pela gravidade de um planeta. A descoberta foi feita por uma equipe liderada por M. Tuomi e publicada no Astronomy and Astrophysics em janeiro de 2013, junto com a descoberta dos planetas vizinhos HD 40307 f e HD 40307 g.
HD 40307 e é uma super-Terra e o menos massivo planeta do sistema HD 40307, com uma massa mínima de 3,5 vezes a massa da Terra. Como sua inclinação é desconhecida, a massa verdadeira não pode ser determinada, mas provavelmente é próxima do valor mínimo. O planeta orbita HD 40307 a uma distância média de 0,19 UA (19% da distância entre a Terra e o Sol) e completa uma órbita em 35 dias, sendo o quarto planeta do sistema em ordem de distância à estrela. A essa distância, HD 40307 e recebe de sua estrela aproximadamente a mesma insolação que Mercúrio recebe do Sol.